# Hungerturm (Deutschfeistritz)
Der so genannte Hungerturm ist eine in Deutschfeistritz in der Steiermark gelegene Ruine einer gotischen Turmburg. Er kann als Vorburg zur Burg Waldstein angesehen werden und bildet mit dieser vermutlich auch eine besitzgeschichtliche Einheit.

## Lage
Die Ruine des Hungerturms befindet sich südlich der Burg Waldstein. Sie steht dort auf der Kuppe des Schneiderkogels, welcher über der zu Deutschfeistritz gehörenden Katastralgemeinde Waldstein aufragt. Diese Kuppe fällt nach Norden, Süden und Westen hin mäßig steil ab und geht nach Osten in einen schmalen Ausläufer über. An diesem Ausläufer findet man Reste Gräben sowie den Hügelstumpf einer heute abgegangenen Turmhügelburg.

## Geschichte
Je nach Quellenlage wurde im 11. oder 12. Jahrhundert ein hölzerner Bau an der heutigen Stelle der Burg errichtet. Dieser wurde wahrscheinlich im späten 13. oder frühen 14. Jahrhundert durch die heutige Burg ersetzt. Sie bildete vermutlich eine besitzgeschichtliche Einheit mit der Burg Waldstein.

## Gestaltung

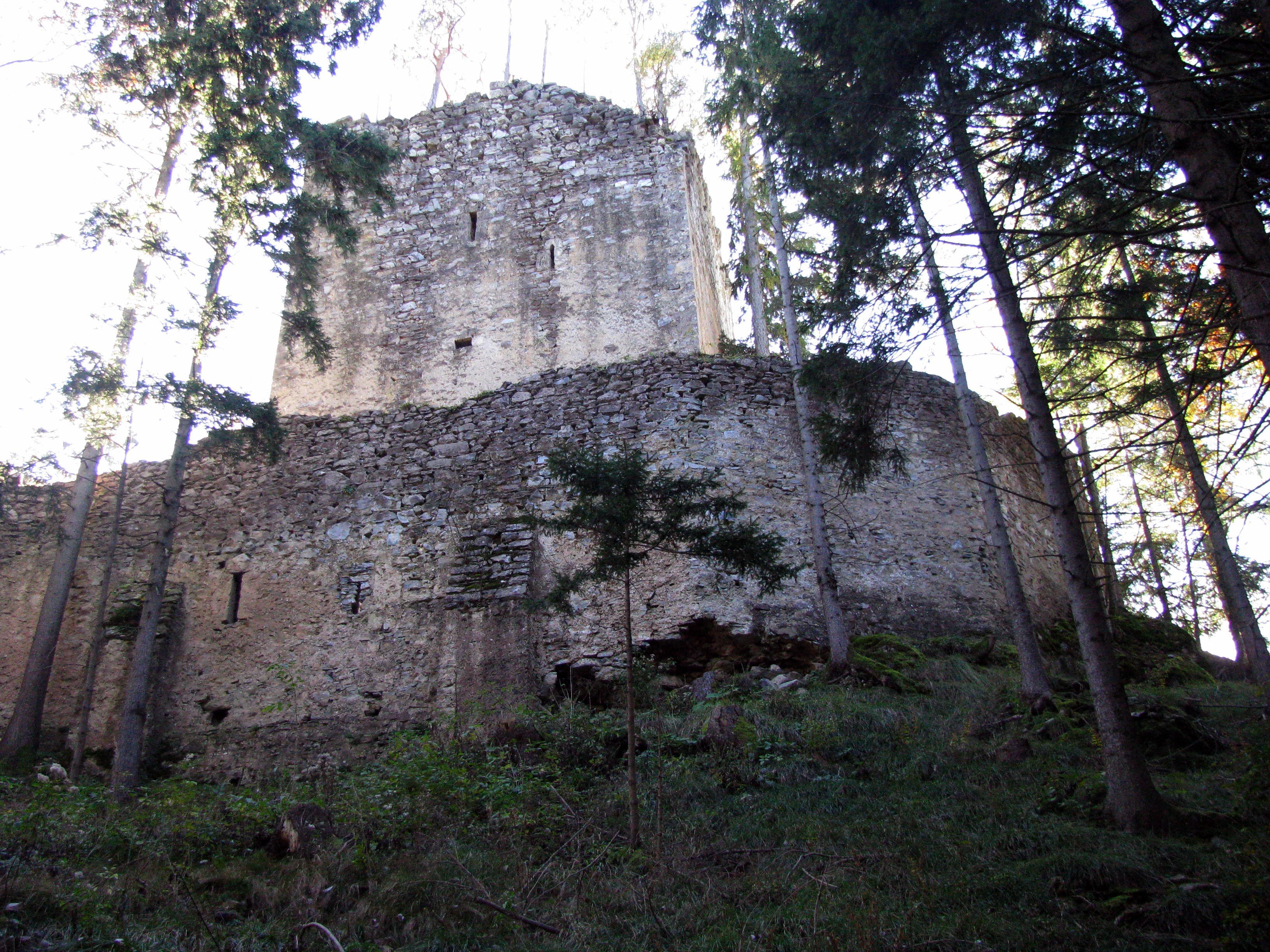
Wehrmauer und Turm von Norden

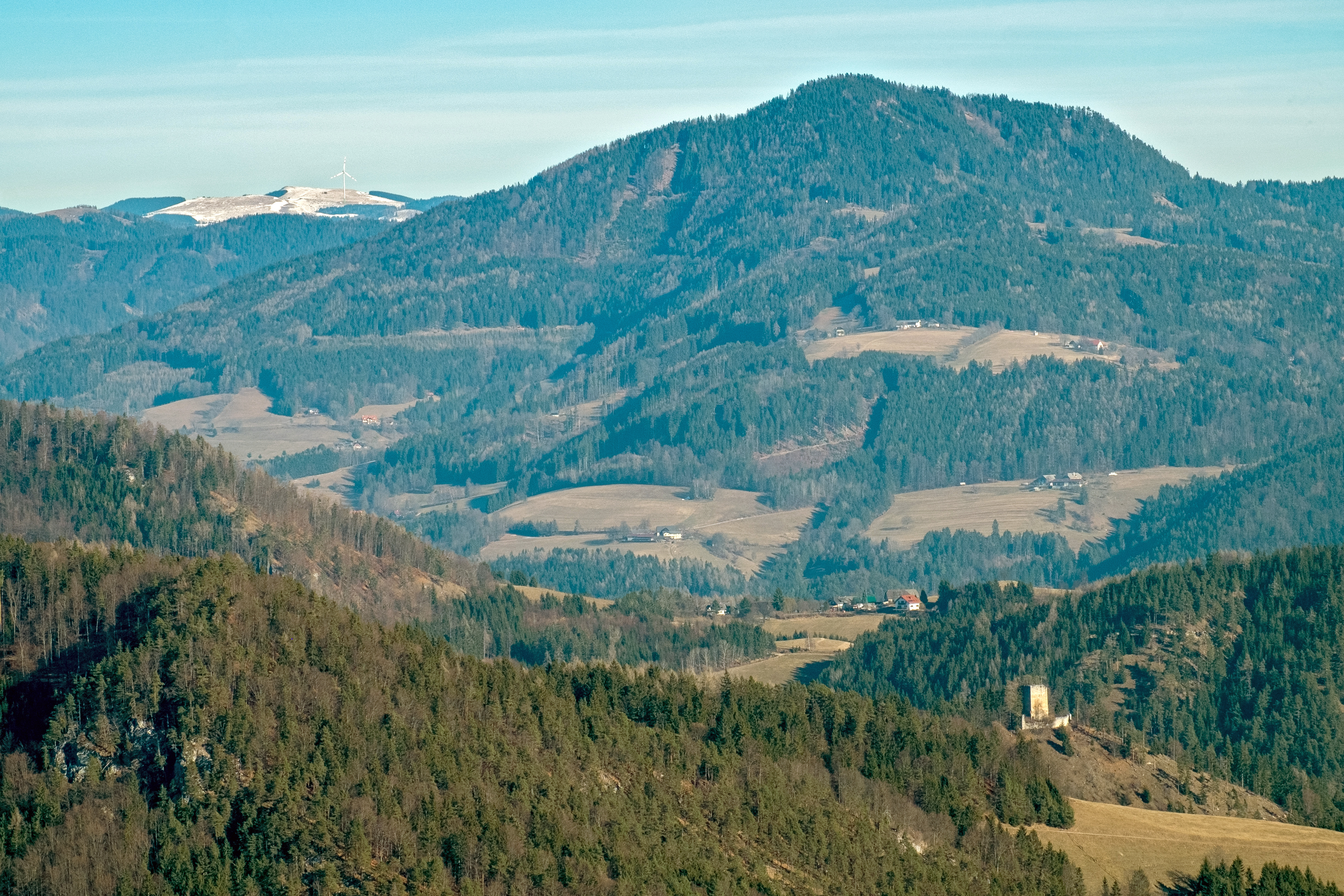
Lage in der Landschaft von Norden aus gesehen

Die Höhenburganlage umfasst einen fast quadratischen, vierstöckigen Wohnturm, der von einer frei stehenden vieleckigen Ringmauer umgeben ist. Der Turm ist an der Nordseite rund 9,6 Meter und an den anderen drei Seiten rund 10,2 Meter breit. Er ist 15 Meter hoch und hat ein Bruchsteinmauerwerk. Das Mauerwerk ist am Boden rund 230 Zentimeter dick und nimmt mit zunehmender Höhe ab. In Abständen von 50 bis 60 Zentimetern weist der Turm ebene Abgleichslagen auf. Die Höhe der Abgleichslagen stimmt genau mit der Stärke der aus Tuff geschlagenen Eckquader überein. Der ursprüngliche Zugang zum Turm war ein Hocheinstieg und befindet sich an der Ostseite in rund 5 Meter Höhe. Der Eingang weist unter anderem ein, aus behauenen Steinen errichtetes, gotisches Spitzbogenportal auf, dass nur mehr teilweise erhalten ist. Weiters kann man die Konsolen und die Falz der früheren Klappbrücke noch gut erkennen. Vor dem Zugang befinden sich stehende Brückenpfeiler, auf die die Brücke herab gelassen werden konnte. Von diesen Pfeilern führte wahrscheinlich ein Steg zum nördlichen Teil der Burgmauer. Heute kann der Turm auch durch eine erweiterte Lichtscharte im Kellergeschoß betreten werden. Im Süden wird der Turm durch einen massiven Mauerpfeiler gestützt.
Das Stockwerk hinter dem ursprünglichen Zugang wurde von einem Kreuzrippengewölbe überdacht. Über dem Gewölbe sind noch Balkenlöcher sichtbar, die von einer Balkendecke stammen. Es existieren keine Hinweise, ob das Gewölbe später oder zusammen mit der Balkendecke errichtet wurde. Weiters führte eine Treppe in die oberen Stockwerke, die wahrscheinlich an der Nordseite der Etage gelegen war. An allen vier Seiten der Stockwerke findet man jeweils einen Lichtschlitz. Über den ehemaligen Zugang befindet sich eine Tür, die zu einem Erker über dem Hocheinstieg führte und gegenwärtig vermauert ist.
Die rund einen Meter dicke und den Turm umgebende Ringmauer ähnelt einem leicht verzogenen Oval und wurde aus geraden Mauerstücken errichtet. Der Zugang befindet sich im Nordosten und hatte früher eine Wippbrücke, von der heute noch das steinerne Drehgelenk erhalten ist. An der Nordseite wird die Mauer durch vier Stützpfeiler verstärkt. Aus der Mauer wurden nachträglich fünf Schießscharten mit Flachbogennischenherausgebrochen. An ihnen sind teilweise noch die Auflagehölzer für die Musketen erhalten geblieben. Im nördlichen Bereich ist ein einzelner Lichtschlitz mit Steinsturz und einem Gewände aus Hausteinen sichtbar. Der Burghof wurde durch eine kurze Mauer mit einem Tor in zwei Teile geteilt. Diese schloss in der nordöstlichen Ecke an den Wohnturm an und ist in der Gegenwart bis auf einige Teile des Schulterbogenportals nicht mehr erhalten. Über der Mauer befand sich vermutlich ein hölzerner Wehrgang, der vom Haupttor aus mit einer Treppe erreichbar war.
Im Nordwesten wurde aus einem steilen Felsen ein Halsgraben herausgehauen. Weiters findet man etwas nordöstlich der Burg mehrere Abschnittsgräben sowie ein Hügeloval, die vermutlich vom hölzernen Vorgängerbau, eine Turmhügelburg, des Hungerturms stammen.